# Al Schmitt

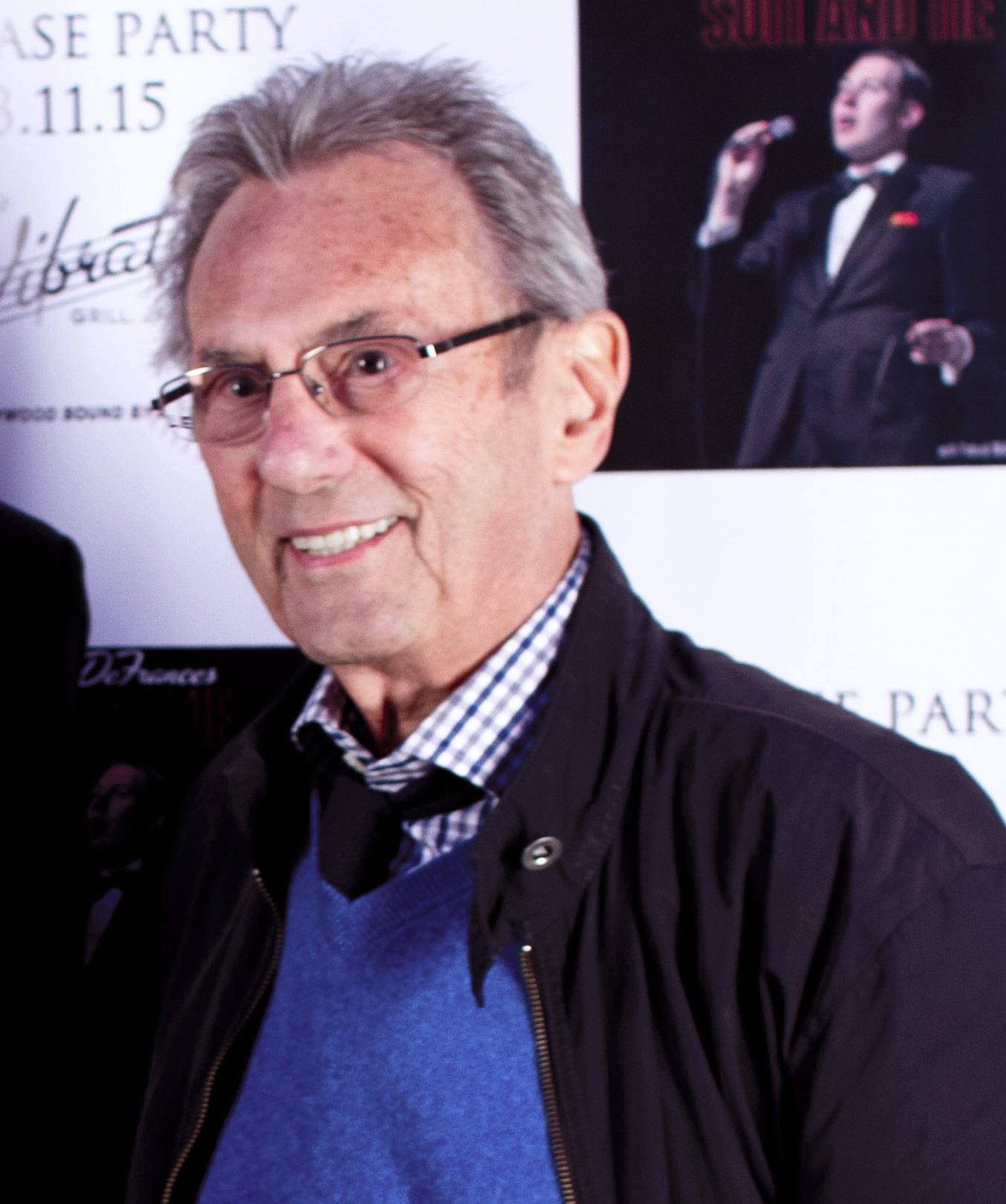
Al Schmitt (2015)

Al Schmitt (* 17. April 1930 als Albert Harry Schmitt in Brooklyn; † 26. April 2021) war ein US-amerikanischer Tontechniker und Musikproduzent.

## Leben und Karriere
Schmitt wuchs als das älteste von vier Kindern in New York auf und lebte in Brooklyn in einfachen Verhältnissen. Er absolvierte zunächst seinen Militärdienst bei der US Navy, begann 1949 eine Ausbildung bei den Apex Recording Studios in New York und nannte sich aufgrund der kriegsbedingt dort nur wenig deutschlandfreundlichen Stimmung zeitweilig Al Smith. Er wurde bald der Assistent von Tom Dowd, vertrat diesen bei Bedarf und kam so u. a. mit Duke Ellington in Kontakt. Nachdem Apex geschlossen worden war, arbeitete er bei verschiedenen anderen Studios und nahm hauptsächlich Orchestermusik auf.
Im Jahr 1958 zog Schmitt nach Los Angeles um und verdingte sich in Hollywood vornehmlich als staff engineer; 1963 ging er schließlich zu RCA. Nennenswerte Produktionen in dieser Zeit entstanden bspw. mit Duane Eddy, Henry Mancini, Sam Cooke, Hugo Montenegro und Elmer Bernstein.
Schmitt stieg 1963 bei RCA wieder aus, um als freier Produzent weiterzuarbeiten. Er produzierte in den 1960er Jahren fortan Alben für West-Coast-Musiker wie Jefferson Airplane (Crown of Creation, 1968), Jackson Browne oder Neil Young, meist in den Capitol Studios. In den 1970er Jahren kamen Willy DeVille und Dr. John hinzu, später auch Ray Charles, Diana Krall, Natalie Cole, Steely Dan, Toto sowie Madonna und Michael Jackson.
Im Verlauf seines Lebens wirkte Schmitt an über eintausend Produktionen mit.

### Privates
Al Schmitt hielt sich zu seinem Privatleben überwiegend bedeckt. Er war verheiratet mit Lisa Schmitt. Das Paar hatte fünf Kinder, acht Enkel sowie fünf Urenkel. Schmitt starb unerwartet wenige Tage nach seinem 91. Geburtstag.

## Preise und Auszeichnungen
Schmitt war 36-mal für die Grammy Awards nominiert, welche er zwanzig Mal gewinnen konnte, darunter bspw. für Alben von 
Henry Mancini, George Benson, Toto (Toto IV), Steely Dan, Ray Charles und Quincy Jones. 2006 wurde er zudem mit einem Trustees Award der Recording Academy ausgezeichnet. 2013 ehrte die Recording Academy Schmitt mit An Evening of Jazz in Anerkennung seiner anhaltenden Unterstützung für die Handwerkskunst der Musikaufnahmen.
Ferner erhielt Schmitt 2014 eine Nominierung zum Emmy Award für einen Beatles-Remix. 2014 wurde er überdies mit einem Ehrendoktorat der Berklee School of Music gewürdigt.